# Herb Cypru Północnego
Herb Cypru Północnego jest nieznacznie zmodyfikowaną wersją herbu Cypru. Przedstawia ono złotą tarczę, a na niej lecącego białego gołębia, niosącego w dziobie gałązkę oliwną. Oba te symbole od czasów starożytnych są symbolami pokoju. Tarcza od dołu i z boków otoczona jest przez zielony wieniec. Nad tarczą widnieje data 1983, oznaczająca rok ogłoszenia deklaracji niepodległości przez Turecką Republikę Północnego Cypru. W oryginalnym godle Cypru widnieje data 1960 – rok uwolnienia się wyspy spod brytyjskiego panowania kolonialnego. Ponad tą datą znajduje się czerwony półksiężyc z gwiazdą, które z jednej strony symbolizują islam (główną religię mieszkańców kraju) z drugiej zaś, nawiązując kolorystycznie i graficznie do symbolu Turcji, umieszczonego na jej fladze, podkreślają związki Cypru Północnego z tym państwem.

## Historyczna wersja godła

Godło w latach 1983–2007